# Australazische Antarctische expeditie

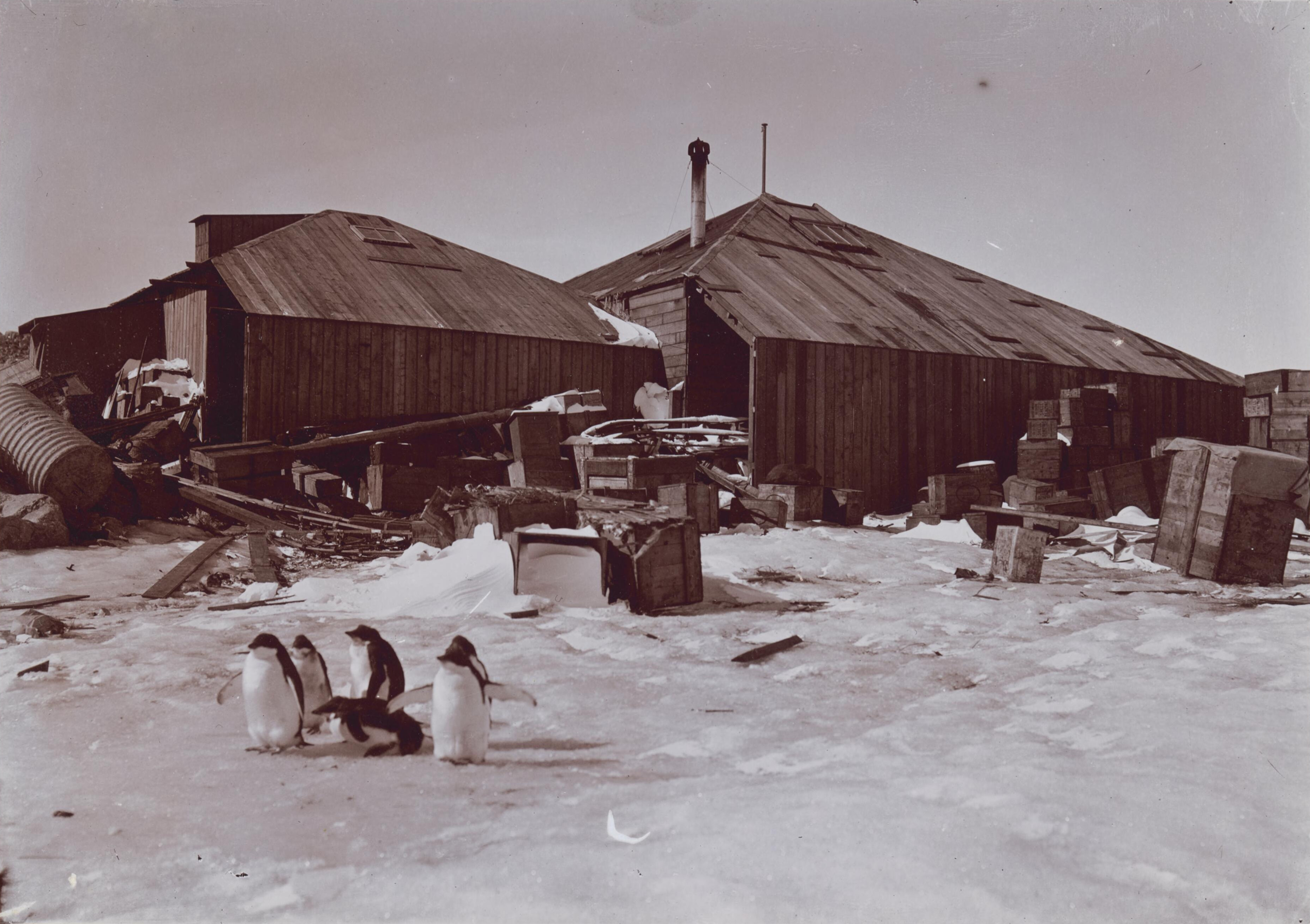
Basis op Cape Denison

De Australazische Antarctische expeditie was een expeditie op Antarctica onder leiding van Douglas Mawson (1911-1914). 
De expeditie bestond uit 29 personen, waarvan 22 Australiërs. Drie leden hadden reeds eerder deelgenomen aan een expeditie naar Antarctica: Douglas Mawson, Frank Wild en John King Davis. Het schip dat voor de expeditie werd gebruikt was de SY Aurora. 

## Belangrijkste expeditieleden
| Naam                        | Nationaliteit       | Functie                   | Opmerkingen                                 |
| --------------------------- | ------------------- | ------------------------- | ------------------------------------------- |
| Douglas Mawson (1882-1958)  | Australië           | expeditieleider           | Was reeds deelnemer aan de Nimrod-expeditie |
| John King Davis (1884-1967) | Australië           | kapitein van de SY Aurora | Was reeds deelnemer aan de Nimrod-expeditie |
| Frank Wild (1873-1939)      | Verenigd Koninkrijk | vice-expeditieleider      | Was reeds deelnemer aan de Nimrod-expeditie |
| Frank Hurley (1885-1962)    | Australië           | Fotograaf                 |                                             |
| Charles Hoadley (1887-1947) | Australië           | Geoloog                   |                                             |
| Cecil Madigan (1889-1947)   | Australië           | Meteoroloog               |                                             |

## Expeditie
De Aurora vertrok op 2 december 1911 vanuit het antarctisch station Macquarie Island Station. Door te varen langs de kustlijn van Antarctica ontdekte de expeditie nieuwe stukken land. De expeditie legde drie basiskampen aan in de buurt van Cape Denison in de Commonwealth Bay. Van daaruit vertrokken de mannen per slede op ontdekking naar het antarctische binnenland. De expeditie splitste zich op in vijf groepen. Douglas Mawson was samen met Xavier Mertz en Belgrave Ninnis deelnemer aan de Far Eastern Party.
Op 14 december 1912 viel Ninnis door een gletsjerspleet. Mertz en Mawson gingen nog op zoek naar Ninnis. Ze vonden op een diepte van 46 meter nog een gewonde en een dode sledehond, maar Ninnis werd nooit meer teruggevonden. De gletsjer werd later vernoemd naar Ninnis. 
Mertz en Mawson maakten onmiddellijk rechtsomkeer. Door het wegvallen van de slede van Ninnis was er een tekort aan proviand ontstaan. Mertz en Mawson waren verplicht de sledehonden af te maken en ze op te eten. Door het teveel aan vitamine A werd Mertz onwel. Hij had een vergiftiging opgelopen en overleed op 8 januari 1913 op een gletsjer. Deze gletsjer werd later de Mertzgletsjer vernoemd. 
Op 160 kilometer van het basiskamp stond Mawson er alleen voor. Mawson deed er dertig over om de tocht naar Cape Denison te maken. Het was begin 1913 onmogelijk voor de SY Aurora om Antarctica te verlaten. De expeditieleden waren verplicht nog een jaar langer op het continent te blijven. In december 1913 vertrok de expeditie voor de terugtocht naar Australië. 